# Géza (vorst)
Géza (ca. 945 - 1 februari 997), (mogelijk geschreven als Gyécsa in het Oud-Hongaars), was fejedelem (vorst) van de Magyaren van circa 972 tot 997.

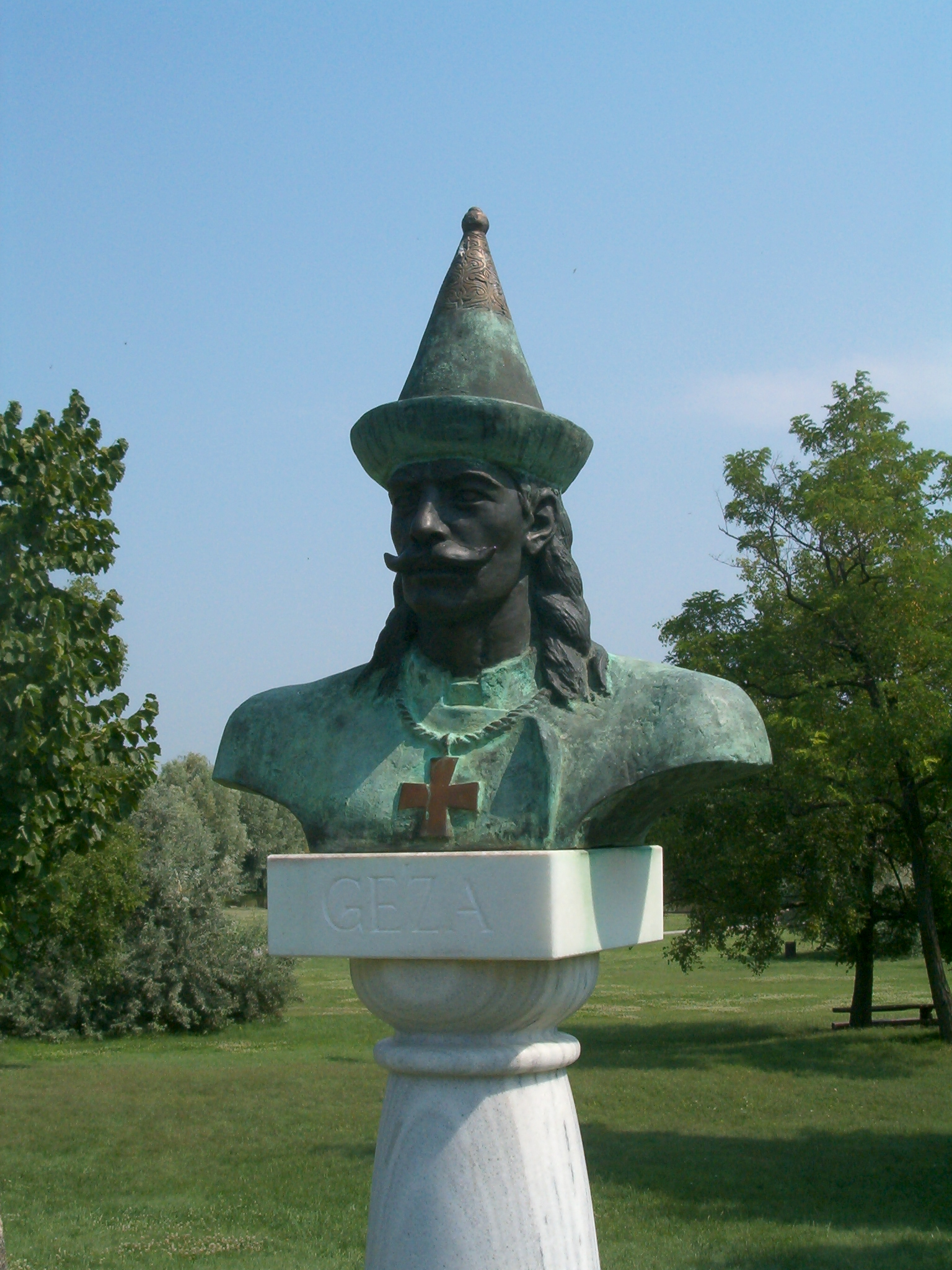
Buste van Géza

Géza was de zoon van Taksony, vorst van de Magyaren en zijn Koemaanse vrouw, en was de achterkleinzoon van Árpád, die zijn naam gaf aan de dynastie. Hoewel hij een heiden was toen hij vorst werd, dwong de alliantie tussen het Heilig Roomse Rijk en Byzantium in 972 hem over te gaan tot het Christendom zodat een blijvende vrede kon worden bereikt voor Hongarije. Hij wendde zich tot de Heilig Roomse Keizer Otto I, die een Benedictijner monnik, Bruno van Sankt Gallen, als bisschop wijdde en deze naar Hongarije zond om Géza te dopen. Dit gebeurde volgens sommige bronnen in 985. Hoewel hij breed geaccepteerd werd als een christelijk heerser is het onwaarschijnlijk dat hij zich echt christen voelde. Volgens de bisschop van Merseburg bleef hij heidense goden aanbidden. Er is een kroniek waarin staat dat toen hem hierover vragen gesteld werd, hij antwoordde dat hij rijk genoeg was om offers te brengen aan zowel de oude goden als aan de nieuwe.
Hoewel hij uiteindelijk werd overschaduwd door zijn zoon, koning Stefanus I van Hongarije, zorgde Géza voor aanzienlijke verbeteringen gedurende zijn heerschappij. Hij stelde een centrale regering in over het gehele land, behalve voor Transsylvanië dat onder de heerschappij van de Gyula bleef. Hierdoor kon hij veel belasting innen, waardoor zijn persoonlijke rijkdom steeg.
Géza had een broer genaamd Michael (geboren in 955 te Esztergom, die Regent van Polen werd, en circa 978 stierf. Géza was in 967 gehuwd met Sarolta, dochter van Gyula van Transsylvanië, die als christen was opgegroeid, in 975 zouden ze scheiden. In 985 hertrouwde hij met Adelajda, een telg uit de Piasten-dynastie. Zijn kinderen waren:
uit 1e huwelijk :
1. Judith Árpád (- 987), in 985 getrouwd met Bolesław I van Polen
2. een dochter, in 985 getrouwd met graaf Sizzo van Schwarzburg, in Thüringen
3. een dochter (- 988), in 987 getrouwd met Gabriël Radomir (later tsaar van Bulgarije in 1014-1015)
4. Stefanus I van Hongarije

uit 2e huwelijk :
1. Skolasztika
2. Maria Árpád (-1026), in 1009 getrouwd met Otto Orseolo (doge van Venetië), en moeder van Peter Orseolo
3. Gisela Árpád, in 1005/10 getrouwd met Sámuel Aba